# Ailsa Mellon Bruce

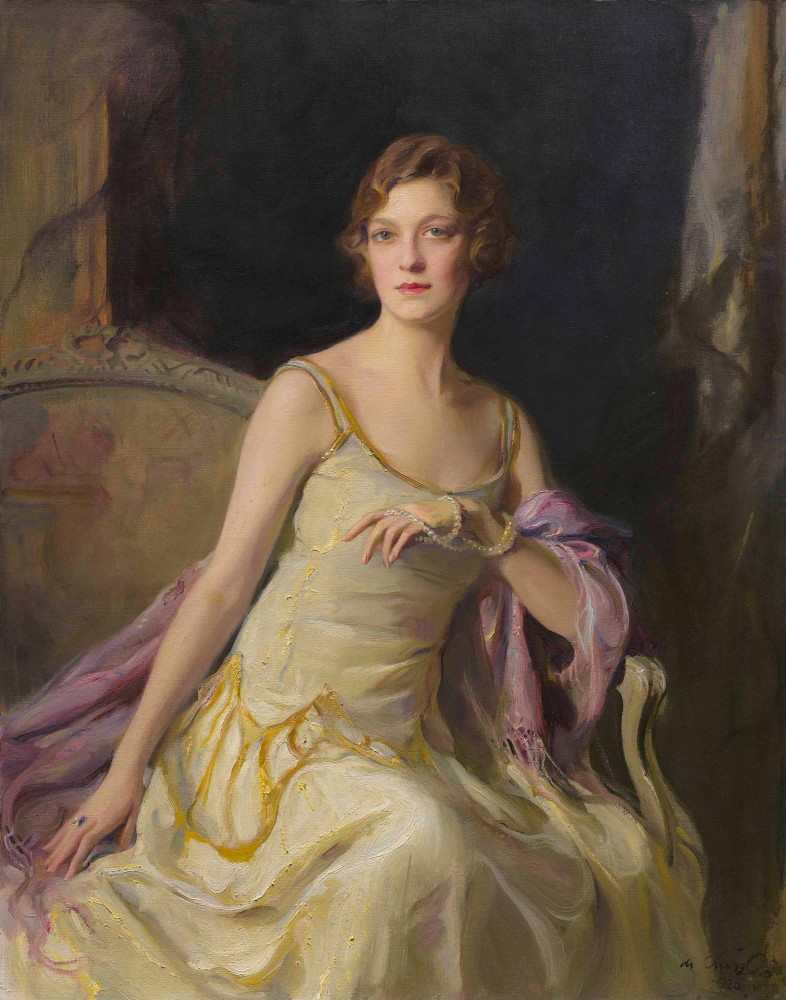
Ailsa Mellon Bruce, Gemälde von Philip Alexius de László, 1926

Ailsa Mellon Bruce (* 28. Juni 1901 in Pittsburgh; † 25. Juni 1969 in New York) war eine US-amerikanische Sammlerin, Philanthropin und Mäzenin. Als Tochter des Bankiers und Industriellen Andrew William Mellon war sie Miterbin eines der größten Vermögen der USA. Bereits zu Lebzeiten unterstützte sie mehrere gemeinnützige Einrichtungen und gründete verschiedene Stiftungen. Ihre Kunstsammlung vererbte sie der National Gallery of Art in Washington D.C., deren East Building sie und ihr Bruder Paul Mellon mitfinanzierten.

## Leben
Den Grundstock zum Vermögen der Familie hatte Ailsa Mellons Großvater Thomas Mellon gelegt. Dieser war als protestantischer Bauernsohn 1818 aus Nordirland in die USA ausgewandert und hatte zunächst erfolgreich als Rechtsanwalt gearbeitet, bevor er die Mellon Bank gründete. Dessen Sohn Andrew William Mellon übernahm später die Leitung der Bank und investierte darüber hinaus in Werft-, Öl-, Stahl- und Bauunternehmen. Nach Andrew William Mellons Heirat mit der 20 Jahre jüngeren Engländerin Nora McMullen kam 1901 deren erstes Kind Alisa Mellon zur Welt. Sechs Jahre später wurde der Bruder Paul Mellon geboren. Nachdem die Eltern sich 1912 scheiden ließen, wuchsen die Kinder beim Vater auf.
Nach dem Besuch von Miss Porter’s School, einem Internat für Mädchen in Farmington (Connecticut), kehrte Ailsa Mellon zurück zu ihrem Vater nach Pittsburgh. Als dieser 1921 seine Ernennung zum Finanzminister der Vereinigten Staaten erhielt, folgte sie ihm nach Washington D.C. und fungierte dort als Dame des Hauses. 1926 heiratete sie den Diplomaten David Kirkpatrick Este Bruce (1898–1977), der nach 1945 als US-Botschafter in Paris, Bonn und London arbeitete. Als ihr Vater in den Jahren 1932–33 selbst Botschafter in London war, lebte seine Tochter Ailsa Mellon Bruce bei ihm. Nach der Rückkehr in die USA kam 1934 ihr einziges Kind,
die Tochter Audrey Bruce, zur Welt. Die Ehe mit David Kirkpatrick Este Bruce wurde 1945 geschieden.
Ihre Tochter Audrey Bruce heiratete in den 1950ern Stephen Currier. 1967 stürzte das Charterflugzeug des Paares bei einem Karibikflug ab und wurde nie gefunden. Das Paar hinterließ drei Kinder im Alter von fünf, neun und zehn Jahren. Ailsa Mellon Bruce starb zwei Jahre später und wurde auf dem Trinity Episcopal Church Cemetery in Upperville im US-Staat Virginia bestattet.

## Vermögen und Mäzenatentum

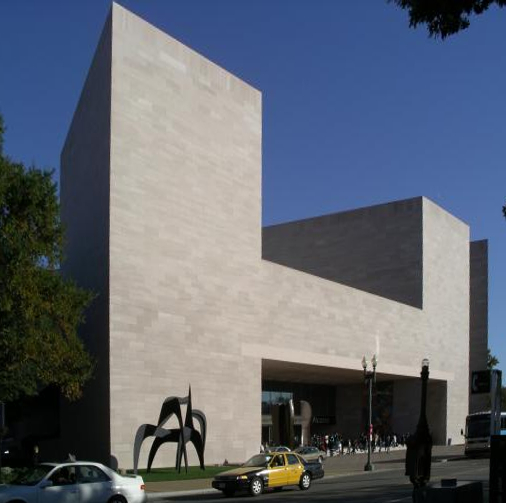
East Building der National Gallery of Art

Nach dem Tod des Vaters 1937 erbte Ailsa Mellon Bruce zusammen mit ihrem Bruder Paul das beträchtliche Vermögen und zählte zu den reichsten Frauen der USA. Als die amerikanische Zeitschrift Fortune 1957 erstmals eine Liste der reichsten US-Amerikaner veröffentlichte, waren Ailsa Mellon Bruce, ihr Bruder Paul Mellon, ihre Cousine Sarah Mellon und ihr Cousin Richard King Mellon unter den acht reichsten US-Bürgern gelistet. 1968 schätze dieselbe Zeitschrift allein das Vermögen von Ailsa Mellon Bruce auf 500 Millionen US-Dollar.
Bereits 1940 hatte Ailsa Mellon Bruce die Avalon Foundation gegründet. Diese gemeinnützige Stiftung engagierte sich für Schulen und Universitäten, Krankenhäuser, die Jugendhilfe, Kirchen, Naturschutzprojekte, Kunst und andere kulturelle Einrichtungen. Nach dem Tod von Ailsa Mellon Bruce führte ihr Bruder Paul diese Stiftung zusammen mit seiner eigenen Old Dominion Foundation und gab ihr, zum Gedächtnis an ihren Vater, den Namen The Andrew W. Mellon Foundation.
Darüber hinaus unterstützte Ailsa Mellon Bruce vor allem im kulturellen Bereich zahlreiche Einrichtungen. So spendete sie 1958 drei Millionen US-Dollar zur Errichtung des New Yorker Lincoln Center und schenkte bereits zu Lebzeiten dem Carnegie Museum of Art in ihrer Geburtsstadt Pittsburgh ihre Sammlung mit englischen Möbeln des 18. Jahrhunderts und anderem Kunsthandwerk.
Ihr Hauptinteresse galt jedoch der von ihrem Vater gegründeten und weitestgehend finanzierten National Gallery of Art in Washington D.C., deren Präsident sowohl ihr damaliger Mann als auch später ihr Bruder war. 1962 gründete sie den Ailsa Mellon Bruce Fund zum Erwerb von Kunstwerken. Mit Mitteln dieses Fonds konnten altmeisterliche Gemälde wie Der heilige Georg mit dem Drachen von Rogier van der Weyden, Eine Szene auf dem Eis von Hendrick Avercamp, Die reumütige Magdalena von Georges de La Tour, Mariä Himmelfahrt von Nicolas Poussin, amerikanische Gemälde wie das Porträt James Madison von Gilbert Stuart und der Zyklus The Voyage of Life von Thomas Cole, oder moderne Kunstwerke wie Number 1, 1950 von Jackson Pollock sowie Improvisation 31 von Wassily Kandinsky erworben werden. Der spektakulärste Kauf mit Mitteln des Ailsa Mellon Bruce Fund gelang der National Gallery 1967, als sie, unterstützt durch weitere finanzielle Mittel von Paul Mellon, das Gemälde Ginevra de' Benci von Leonardo da Vinci aus der Sammlung des Fürsten Franz Josef II. von Liechtenstein erwarb, das einzige Gemälde Leonardos, welches sich in einer Sammlung außerhalb Europas befindet.
1967 stiftete Ailsa Mellon Bruce zusammen mit ihrem Bruder Paul das Grundkapital für den Bau des East Buildings der National Gallery. Seit Fertigstellung des nach Plänen des Architekten Ieoh Ming Pei errichteten Gebäudes im Jahr 1978, zeigt das Museum hier unter anderem französische Kunst des 19. Jahrhunderts aus der Sammlung von Ailsa Mellon Bruce, welche sie testamentarisch der National Gallery vermachte.

### Vom Ailsa Mellon Bruce Fund erworbene Gemälde

Leonardo Da Vinci: Ginevra de’ Benci
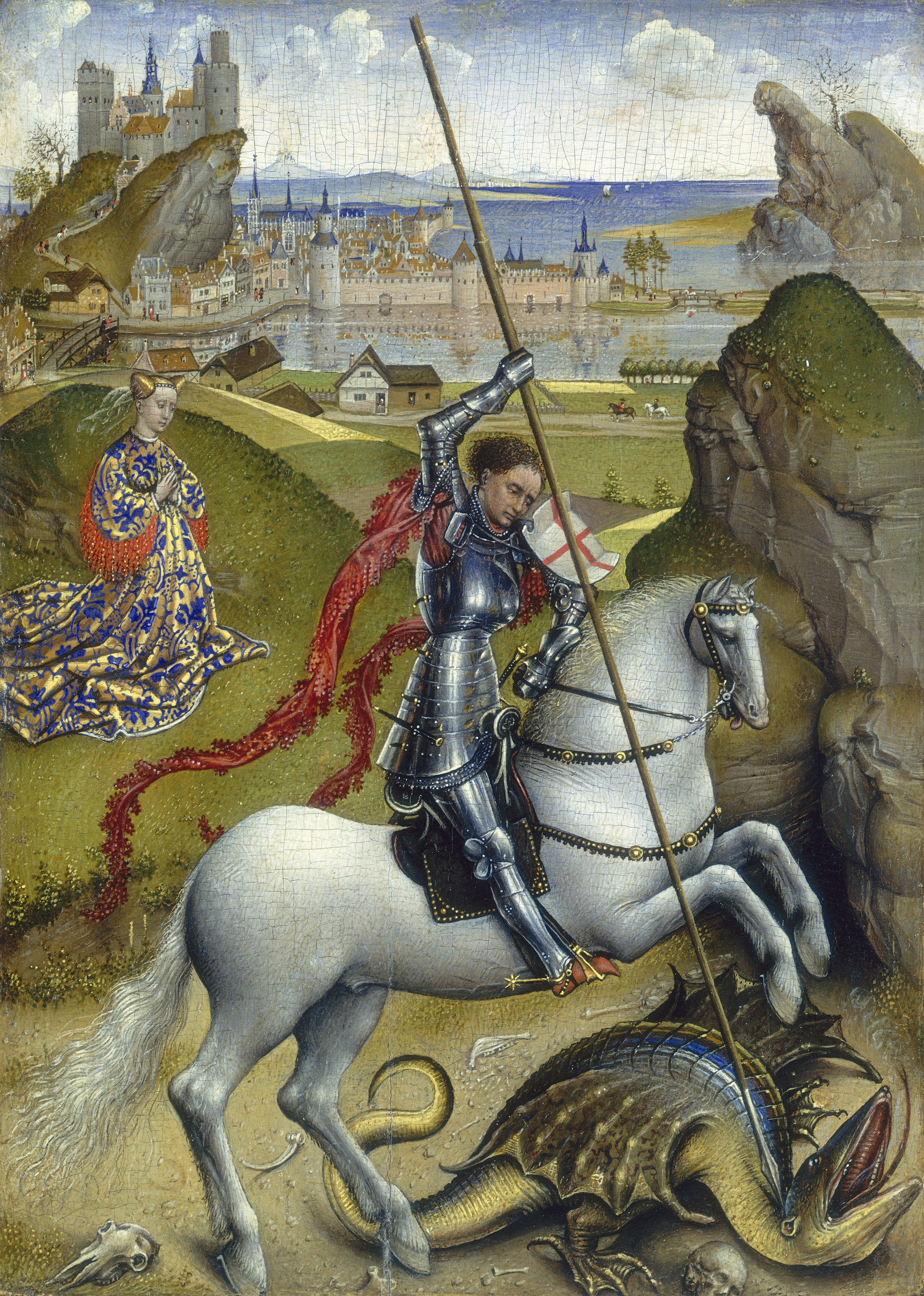
Rogier van der Weyden: Hl. Georg mit dem Drachen
Nicolas Poussin: Mariä Himmelfahrt
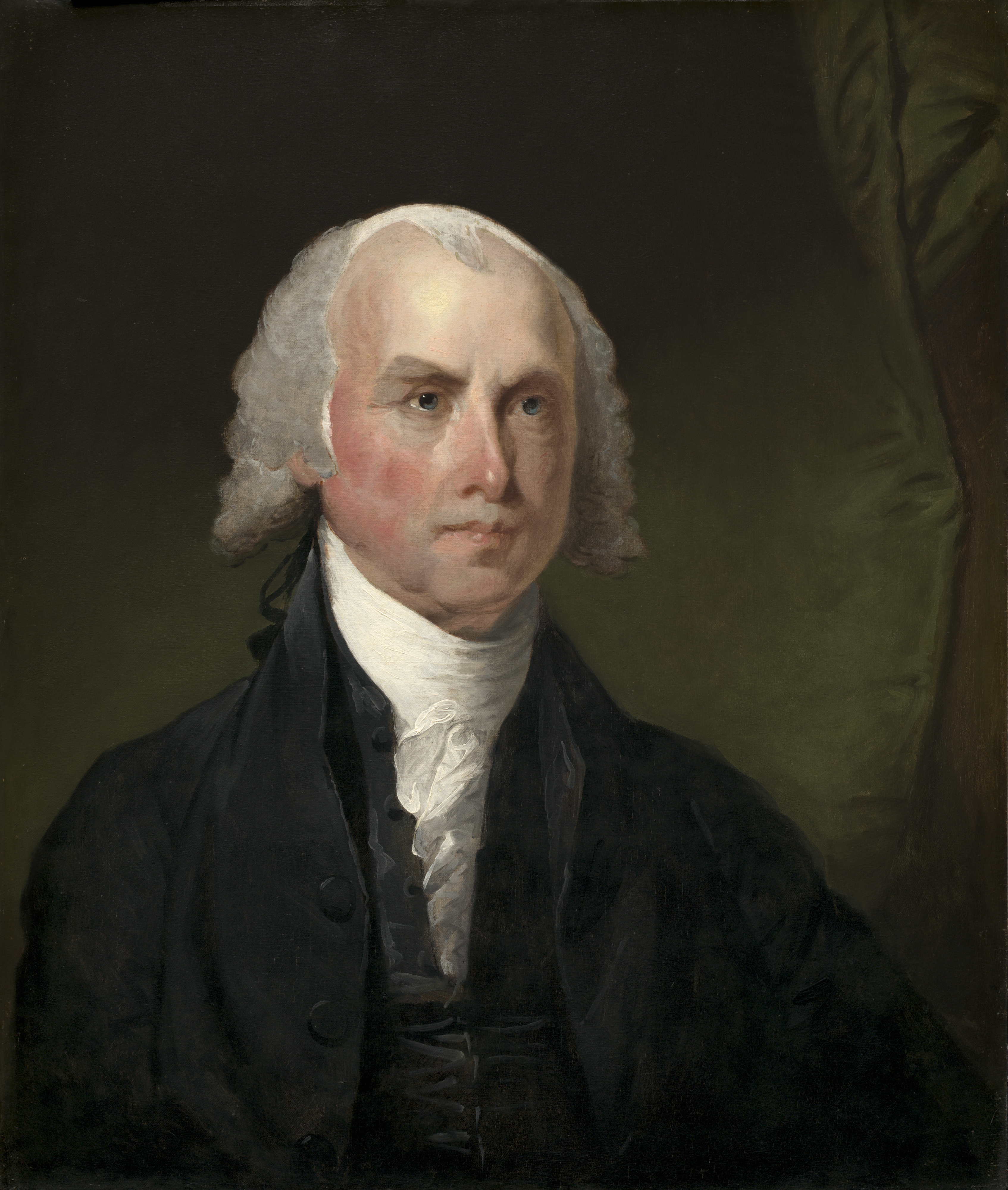
Gilbert Stuart: Porträt James Madison

## Die Sammlung Ailsa Mellon Bruce
Ailsa Mellon Bruce kam bereits als Kind mit Kunstwerken alter Meister in Berührung, als ihr Vater kontinuierlich seine Gemäldesammlung aufbaute. Während der überwiegende Teil dieser Sammlung nach dem Tod des Vaters an die neu gegründete National Gallery of Art ging, erbte seine Tochter zwei Gemälde von Jean-Honoré Fragonard, das Porträt Sir William Hamilton von George Romney, Seashore with Fishermen von Thomas Gainsborough sowie das Porträt Mrs. George Hill von Henry Raeburn. Aus der Zeit vor 1800 fügte Ailsa Mellon Bruce später noch Fragonards Lesendes junges Mädchen und das Porträt María Teresa de Borbón y Vallabriga von Francisco de Goya ihrer Sammlung hinzu.
Die eigentliche Sammlertätigkeit von Ailsa Mellon Bruce begann erst nach ihrer Scheidung 1945 und fokussierte sich auf französische Malerei des 19. Jahrhunderts. Nachdem sie 1952 in der National Gallery of Art die Ausstellung der Kunstsammlung des Modeschöpfers Edward Molyneux gesehen hatte, entschied sie sich, unter Beratung des damaligen Museumsdirektors, diese Sammlung 1955 en bloc zu erwerben. Diese Sammlung ergänzte sie in den Folgejahren durch weitere Werke, so dass sie bei ihrem Tod insgesamt 153 Gemälde und grafische Arbeiten der National Gallery of Art vermachte.
Von den französischen Künstlern sind drei mit besonders umfangreichen Werkgruppen in der Sammlung vertreten. Von Pierre-Auguste Renoir stammen mehr als 20 Gemälde aus allen Schaffensphasen aus dem Besitz der Sammlerin. Umfangreich sind auch die Bestände mit Arbeiten von Edouard Vuillard (10) und Pierre Bonnard (9). Hinzu kommen mehrere Strandbilder von Eugène Boudin, zwei Landschaftsbilder und das Porträt Madame Stumpf und ihre Tochter von Jean-Baptiste-Camille Corot, fünf Bilder von Claude Monet aus den 1870er Jahren, drei Ballettbilder von Edgar Degas, sowie eine Hafenansicht und drei Frauenbildnisse von Berthe Morisot. Überwiegend Stadtansichten und Landschaften zeigen die kleineren Werkgruppen von Camille Pissarro, Maurice Utrillo und Raoul Dufy in der Sammlung Ailsa Mellon Bruce. Einzelne Werke von Jean Béraud, Mary Cassatt, Paul Cézanne, Jean-Charles Cazin, André Derain, Vincent van Gogh, Childe Hassam, Édouard Manet, Henri Matisse, Henri Moret, Odilon Redon, Georges Rouault, Georges Seurat, Alfred Sisley und Henri de Toulouse-Lautrec vervollständigen die der National Gallery of Art überlassene Sammlung.

### Gemälde der Sammlung Ailsa Mellon Bruce

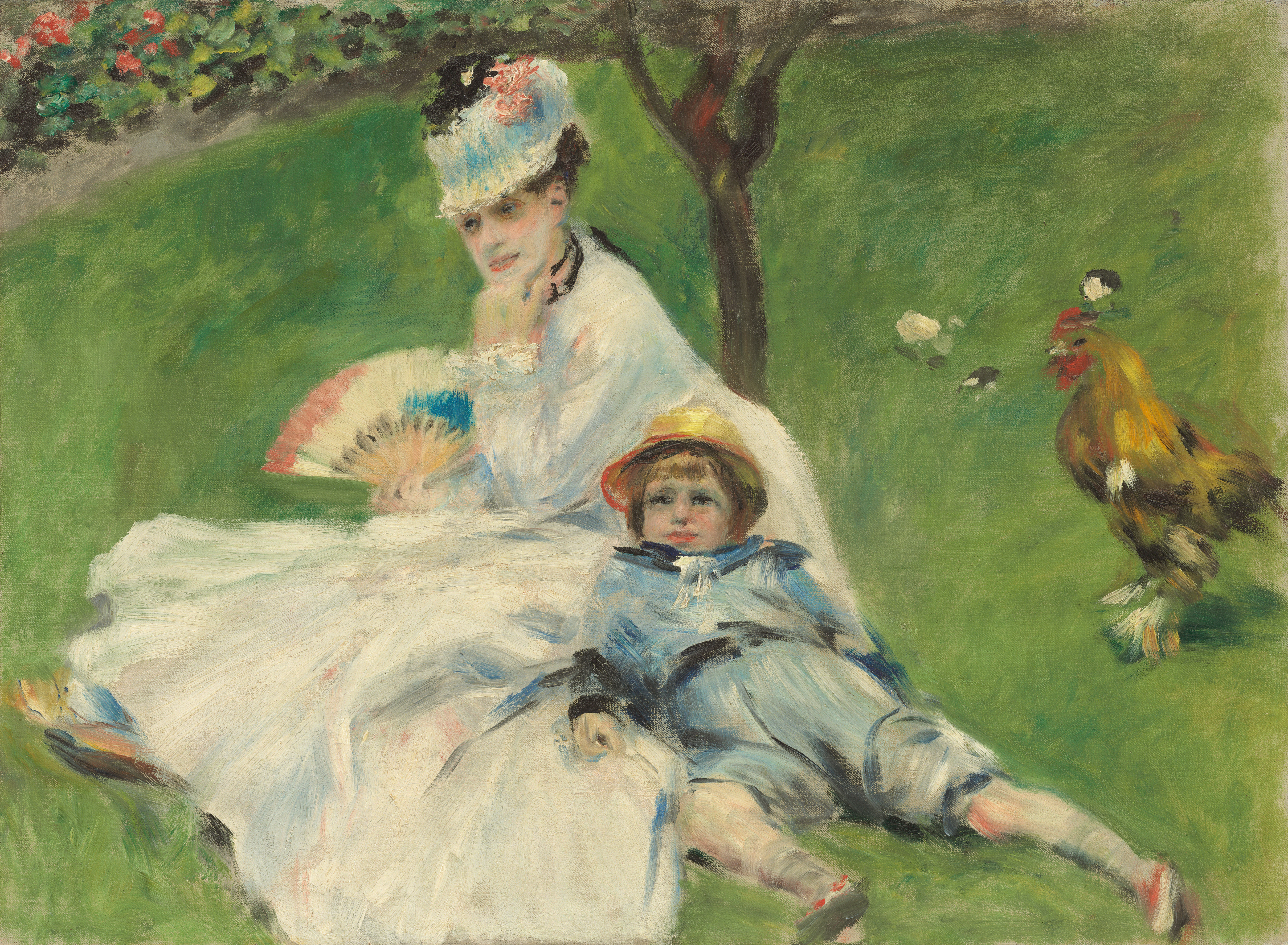
Pierre-Auguste Renoir: Madame Monet mit ihrem Sohn
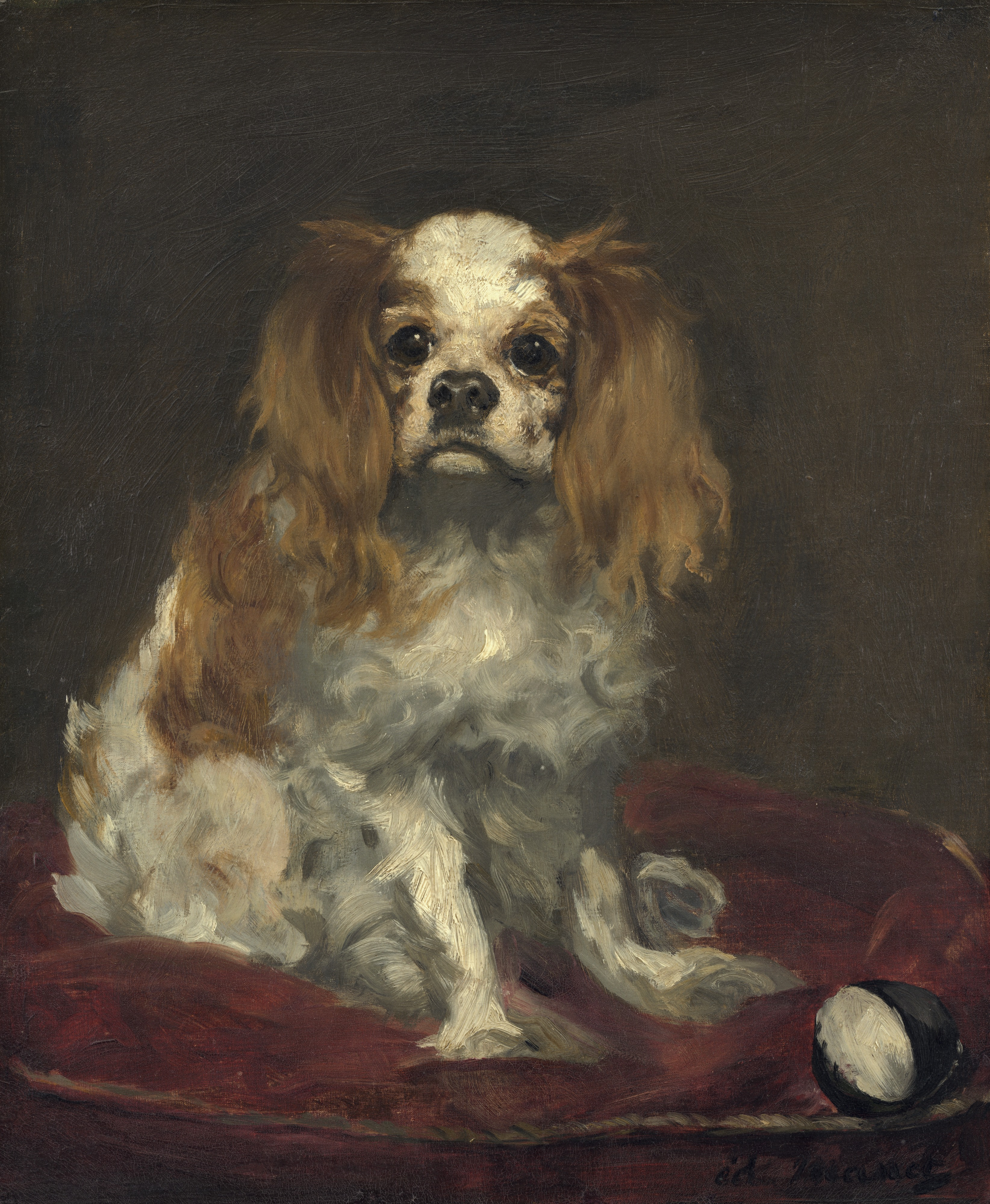
Édouard Manet: King Charles Spaniel
Vincent van Gogh: Bauernhaus in der Provence
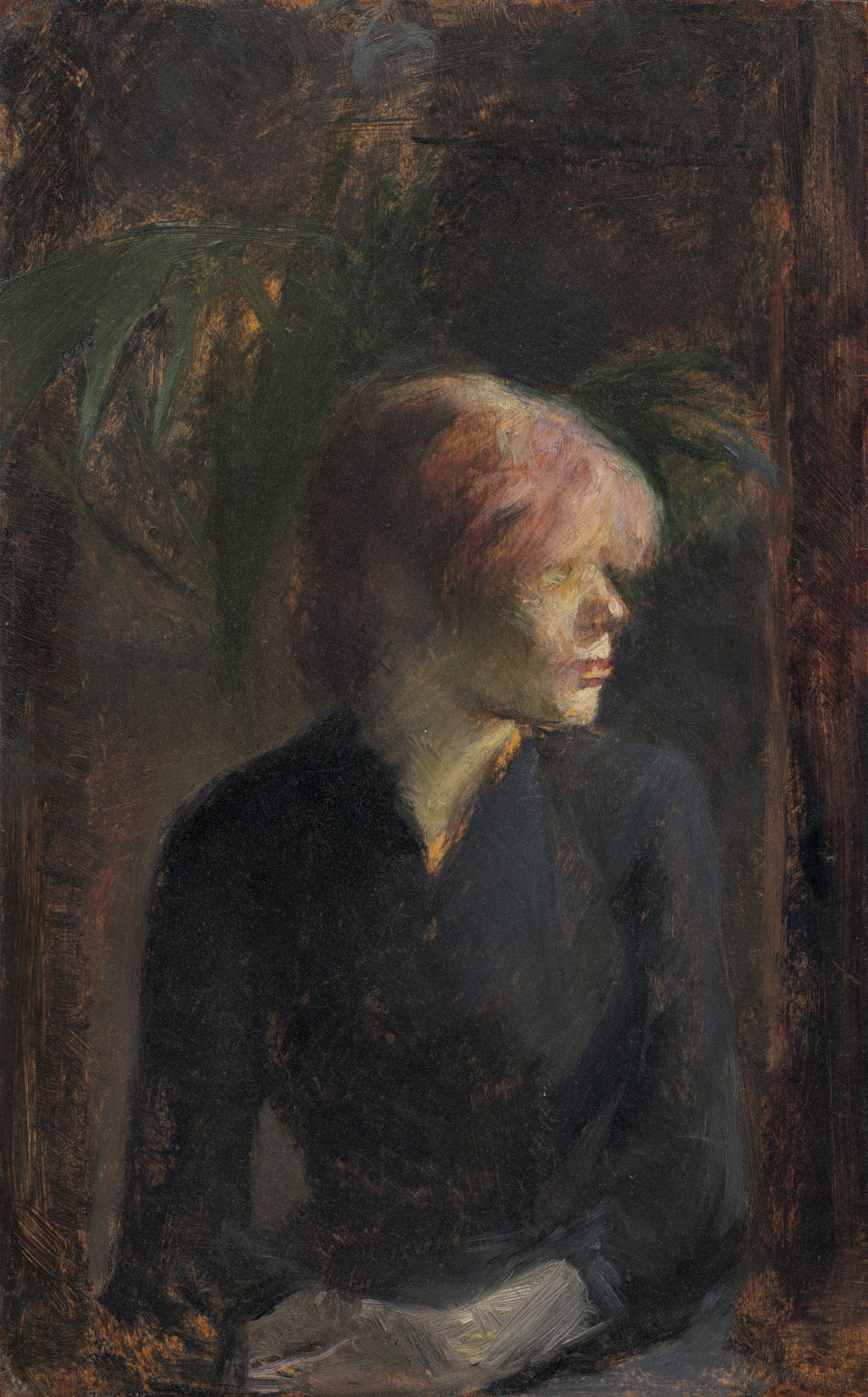
Henri de Toulouse-Lautrec: Carmen Gaudin